# Tú no eres para mí
«Tú no eres para mí» es una canción interpretada por la cantante colombiana Fanny Lu, lanzada el 4 de agosto de 2008 como el primer sencillo de su segundo álbum de estudio Dos (2008) llegando al número uno en gran parte de Latinoamérica y los Estados Unidos. El videoclip oficial está disponible en su cuenta oficial de YouTube desde el 19 de enero de 2009.

## Información
La canción ha sido escrita y compuesta por la misma Fanny Lu con José Gaviria y Andrés Munera. Posee juegos de guitarras y acordeones llegando a abarcar una fusión vallenata. La letra está basada en las relaciones de pareja, expresando su amor por un hombre que le expone diferentes promesas y cumplidos pero no siendo honesto con ella. La canción tuvo buena recepción en muchos países latinoamericanos y las listas latinas de los Estados Unidos.

## Videoclip musical
El videoclip original ha sido dirigido por Simón Brand y se presentó el 27 de octubre de 2008, contando con la participación de Wilmer Valderrama de Aquellos maravillosos 70 haciendo del novio. 
El videoclip muestra escenas de Fanny Lu con unas amigas haciendo vudú al hombre que le hizo daño, quien sale de su casa camino a la de ella con un ramo de flores, viendo y tratando de conversar con las mujeres con las que se cruza en la calle, pero ella no se lo permite. Al fin del video el hombre le toca la puerta con el ya arruinado ramo de flores intentando reconciliarse, pero ella lo rechaza cerrándole la puerta.

## Listado de canciones
- Digital remix EP[1]

1. "Tú No Eres Para Mi" (Album version) — 3:28
2. "Tú No Eres Para Mi" (Video version) — 3:40
3. "Tú No Eres Para Mi" (Babyfunk remix) — 4:58
4. "Tú No Eres Para Mi" (Angel & Khriz mashup) — 3:27
5. "Tú No Eres Para Mi" (George Figares Remix) — 3:45

## Posicionamientos en listas
| Lista (2009)                       | Mejor posición |
| ---------------------------------- | -------------- |
| Estados Unidos (Hot Latin Songs)   | 1              |
| Estados Unidos (Latin Pop Airplay) | 1              |
| Estados Unidos (Radio Songs)       | 75             |
| México (Monitor Latino Pop)        | 10             |